# Coffea arabica
Caféier d'Arabie
Espèce
Classification phylogénétique
Statut de conservation UICN

 EN  : En danger
 Monde
Le caféier d'Arabie (Coffea arabica) est un arbuste de la famille des Rubiacées, cultivé pour produire les grains de café arabica.
Autres noms communs : Café arabica, caféier.

## Description

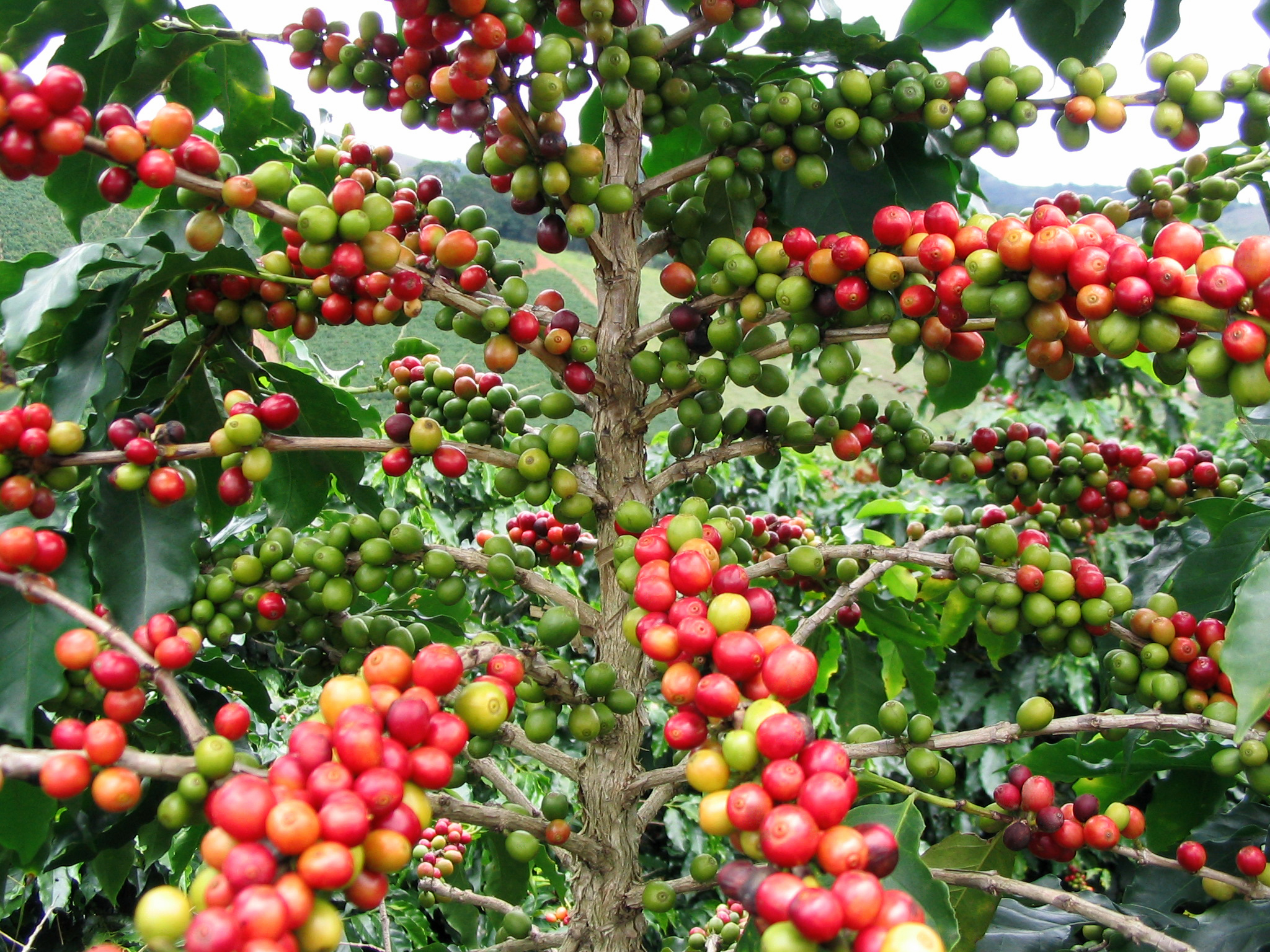
Fruits du caféier d'Arabie.

Le caféier d'Arabie est un petit arbre de moins de 9 m de haut, qui apprécie l'ombre d'arbres plus grands. Les feuilles persistantes, d'un vert brillant, de forme elliptiques ont un pétiole court. Les fleurs blanches, suaves, sont groupées en glomérules de 3 à 7 à l'aisselle des feuilles. Leur corolle gamopétale est en forme de tube à 4 ou 5 lobes. Les fruits sont des baies, appelées « cerises », de couleur rouge vif ou violette à maturité, dont la pulpe est sucrée. Elles contiennent deux graines, placées face à face, à la forme caractéristique des grains de café.
Contrairement aux autres espèces du genre Coffea, qui sont diploïdes, Coffea arabica est tétraploïde, c'est-à-dire que chaque cellule compte un total de 44 (4 × 11) chromosomes au lieu de 22 (2 × 11).

## Aire de répartition
Ce caféier est originaire de l'Afrique de l'Est : Éthiopie, Soudan du Sud (plateau de Boma), Kenya, ou du Yémen, l'Arabie. Les variétés bourbon rond et bourbon pointu sont originaires de La Réunion. Seule espèce de caféier cultivé jusqu'en 1865, il est largement répandu dans les régions tropicales, notamment en Amérique Centrale (Costa Rica, Honduras) et en Amérique du Sud (Brésil).

## Habitat et culture
Cette espèce préfère les terres en altitude (200 à 2 000 mètres d'altitude). Son aire de culture s'étend de part et d'autre de l'équateur du 28e degré de latitude nord au 28e degré de latitude sud, mais il donne les meilleurs résultats dans les zones les plus tempérées.
Le caféier d'Arabie est très affecté par le réchauffement climatique,. Cet arbuste a un développement optimal entre des températures de 18 à 21 degrés Celsius. Il va sans dire que depuis quelque temps la température moyenne est en hausse donc il est possible que d’ici quelques années, certaines régions où la culture est présente ne seront plus favorables à celle-ci, car la qualité du grain et le rendement des caféiers auront diminué. L'arabica a besoin de conditions climatiques spécifiques pour avoir une bonne production.
En effet, outre la température, il faut que les plants subissent une période de sécheresse de quelques semaines suivie de pluies pour le développement floral. Le réchauffement climatique nuit donc à la croissance des plants qui ne sont pas adaptés aux nouvelles conditions.
De plus, les cultures intensives, c’est-à-dire des monocultures dont le but est d’avoir un rendement élevé, exposent les caféiers à une variation de température plus élevée et à une perte d’eau plus rapide que s’ils étaient cultivés en milieu agroforestier. En effet, l’agroforesterie crée un microclimat, ce qui permet de garder une température relativement constante entre le jour et la nuit et de conserver une certaine humidité favorisant ainsi un meilleur rendement. Toutefois, il a été démontré qu’une forêt désuète et malade n’est pas plus avantageuse que la culture intensive. Pour que cela soit plus productif, il est donc important que la quantité d’arbres soit suffisante et que ceux-ci soient matures et sains.
Il est connu que les caféiers sont touchés par un champignon (Hemileia vastatrix) qui cause la maladie de la rouille du café. Hemileia vastatrix élimine les chlorophylles des feuilles d’où l’apparition de taches jaunes sur celles-ci. La perte de ces pigments empêche les feuilles de faire leur photosynthèse et mène à leur sénescence. Ceci diminue le rendement des plants de café et peut occasionner leur mort,. De plus, le caféier d'Arabie est également victime d’herbivorie qui prend de plus en plus d’ampleur du fait de l’augmentation de température. En effet, le scolyte du caféier (Hypothenemus hampei) fait énormément de ravages sur les cultures en se nourrissant des grains de café. La hausse des températures devient de plus en plus favorable à la prolifération de cet insecte,, car il peut ainsi accomplir plusieurs cycles de vie contrairement à il y a quelques dizaines d’années, soit avant 1984, où il complétait seulement un cycle.
Tous ces enjeux mènent à une diminution assez impressionnante de la production de café. Tel que mentionné ci-dessus, le réchauffement climatique est très dévastateur soit directement ou indirectement pour cette culture. Des recherches sont en cours afin d’essayer de conserver cette culture dont le produit est en grande demande au niveau mondial. Le problème des caféiers cultivés est qu’ils ne possèdent pas une grande diversité génétique. Ceci est dû à l’effet fondateur, c’est-à-dire que les origines du café arabica cultivé proviennent d’une petite quantité de plants sauvages qui ont été sélectionnés depuis quelques siècles,. Ainsi, les recombinaisons génétiques, c’est-à-dire la réorganisation du code génétique menant à de nouvelles séquences d'ADN, ne sont d’aucun recours étant donné la faible variation du matériel génétique entre les caféiers cultivés. Les recherches se tournent alors sur le matériel génétique des caféiers sauvages qui est largement plus diversifié que celui des cultivars afin de créer de nouveaux individus de plus en plus résistants aux nouvelles conditions climatiques, maladies et insectes. Mais encore une fois, il y a complication, car le phénomène de la déforestation, qui est en hausse dans certaines régions où les caféiers sauvages sont présents, détruit leur habitat naturel.

## Production
Le Brésil (30 millions de sacs de 60 kg en 2008) et la Colombie (12 millions de sacs) sont les deux principaux producteurs d'arabica dans le monde et représentent à eux deux 55 % de la production mondiale. 85 % du café arabica est produit sur le continent américain. En intégrant la filière bio, le gouvernement tente aujourd'hui d'améliorer les profits, et donc de réduire la pauvreté.

## Utilisation
Les graines torréfiées de cette plante, connues sous le nom de café, sont utilisées pour préparer le breuvage du même nom. Il y a plusieurs espèces dans le genre Coffea propres à donner la boisson, mais Coffea arabica est généralement le plus apprécié des connaisseurs. Son rival le plus important est le café robusta : plus facile à cultiver et donc moins cher, offrant un meilleur rendement et un taux de caféine bien plus important (250 mg de caféine par tasse de robusta, 100 mg pour l'arabica), il est très utilisé en mélange et représente désormais 35 % de la production mondiale, contre 25 % dans les années 1980.
En France, les arabicas représentent environ 50 % des importations de café vert en 2008.
Hors d'Europe, les feuilles du caféier sont également utilisées en infusion.

## Taxonomie

Structure du caféier et des graines:
1: sillon central
2: graine (endosperme)
3: peau argentée (épiderme)
4: couche de parchemin (coque, endocarpe)
5: couche de pectine
6: pulpe (mésocarpe)
7: peau externe (péricarpe, exocarpe)

Le Coffea arabica a été décrit pour la première fois en 1715 par le botaniste français Antoine de Jussieu, après avoir étudié un spécimen issu des Jardins botaniques d'Amsterdam. Ce spécimen avait été offert par le maire d'Amsterdam au roi Louis XIV. Il le nomma Jasminum arabicum en raison de sa grande ressemblance avec le jasmin, de par sa fleur et son parfum. Le botaniste favorisa l'introduction du caféier aux Antilles en 1720.
Le naturaliste suédois Carl von Linné le classa dans son propre genre Coffea en 1737. En 1789, le genre Coffea est rangé dans la famille des Rubiacées par le botaniste Antoine-Laurent de Jussieu, neveu d'Antoine et du botaniste Bernard de Jussieu,

## Souches
Une souche de Coffea arabica contient naturellement très peu de caféine. Alors que les graines des plantes normales de C. arabica contiennent 12 mg de caféine par gramme de masse sèche, les mutants ne contiennent que 0,76 mg de caféine par gramme, mais avec tout le goût du café normal.[réf. nécessaire]

Coffea arabica
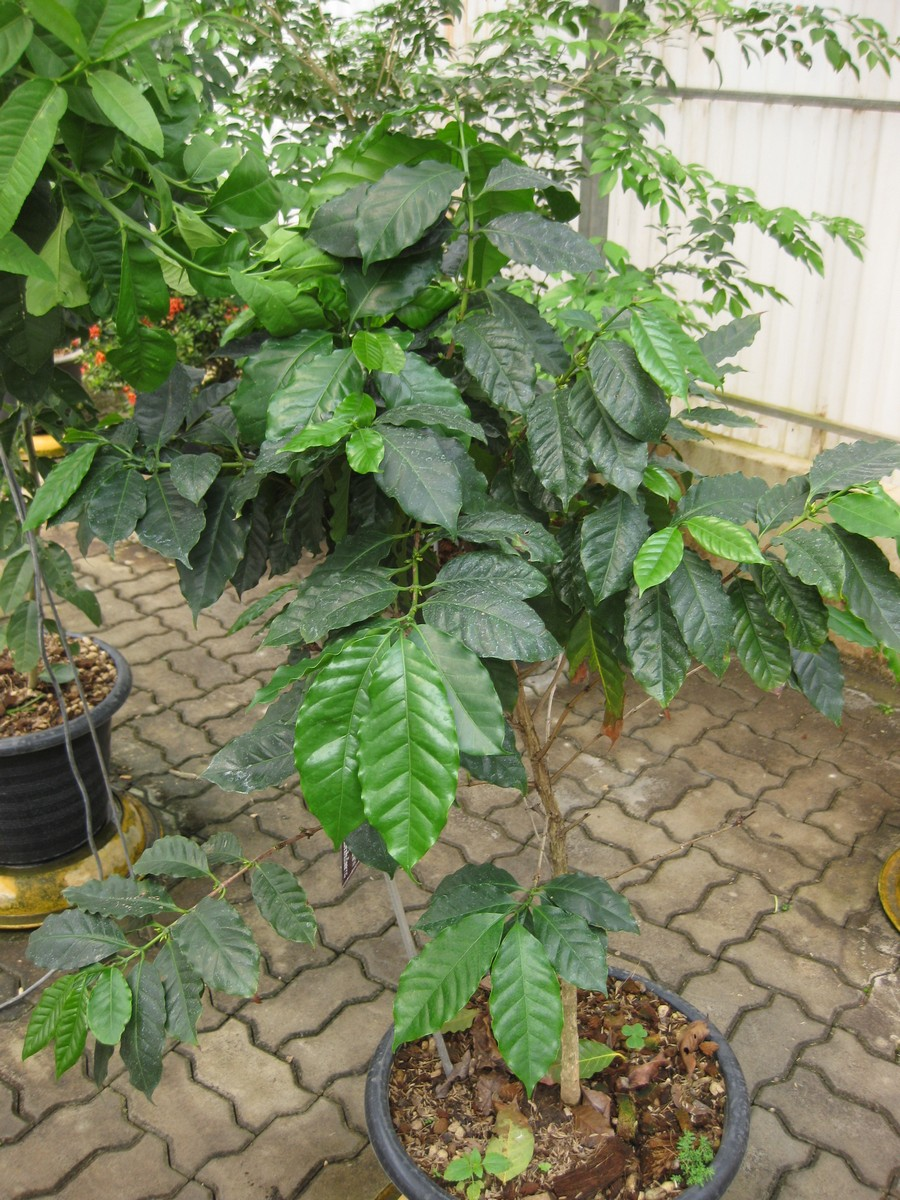
Jeune arbre en pot
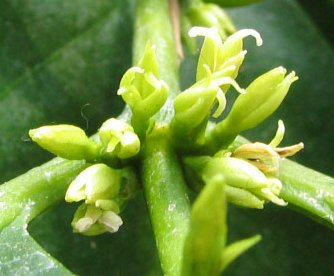
Fleurs
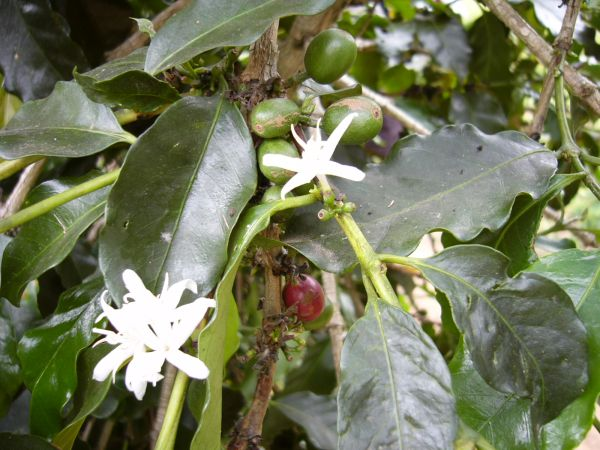
Fleurs et fruits
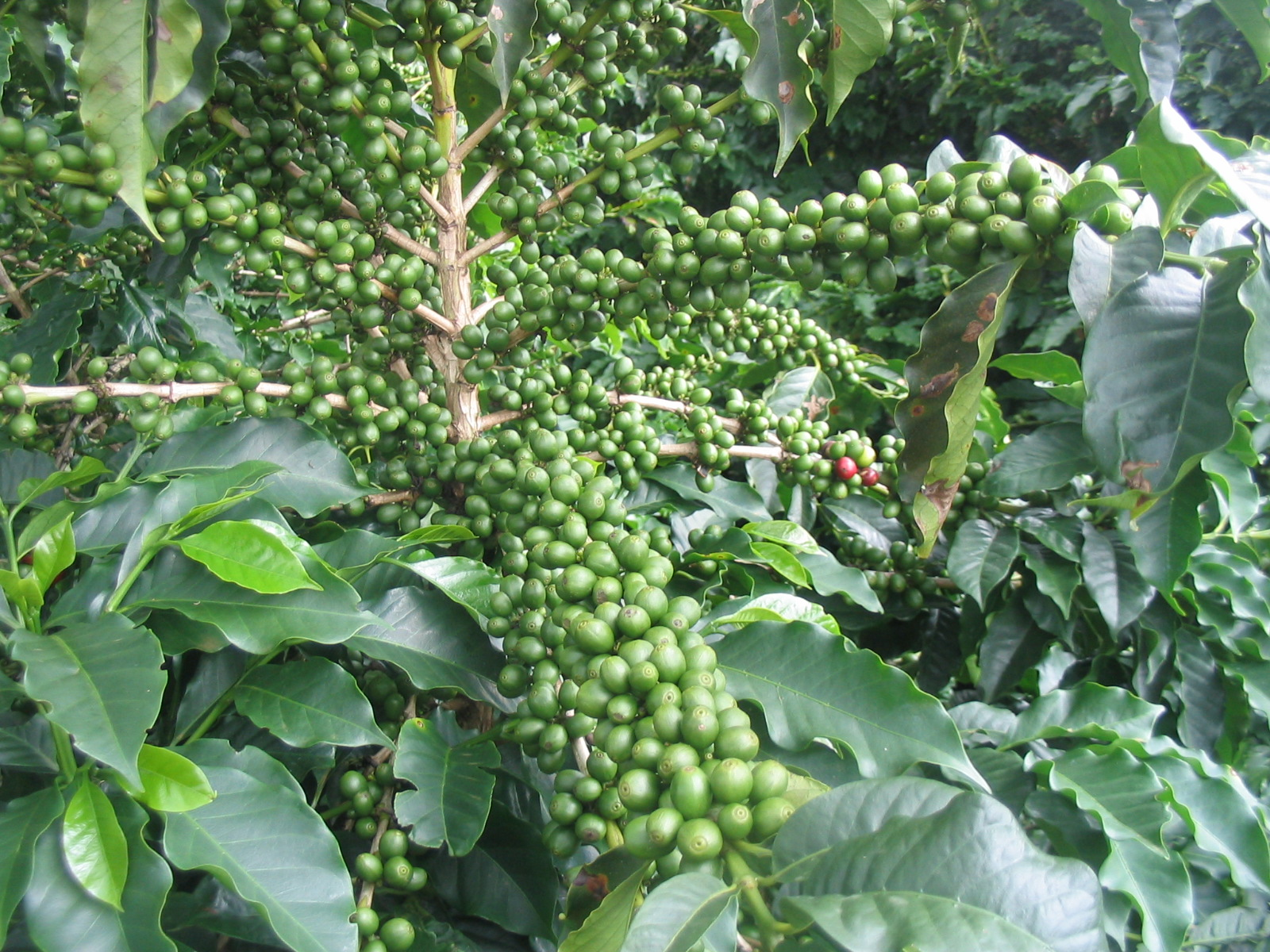
Fruits immatures
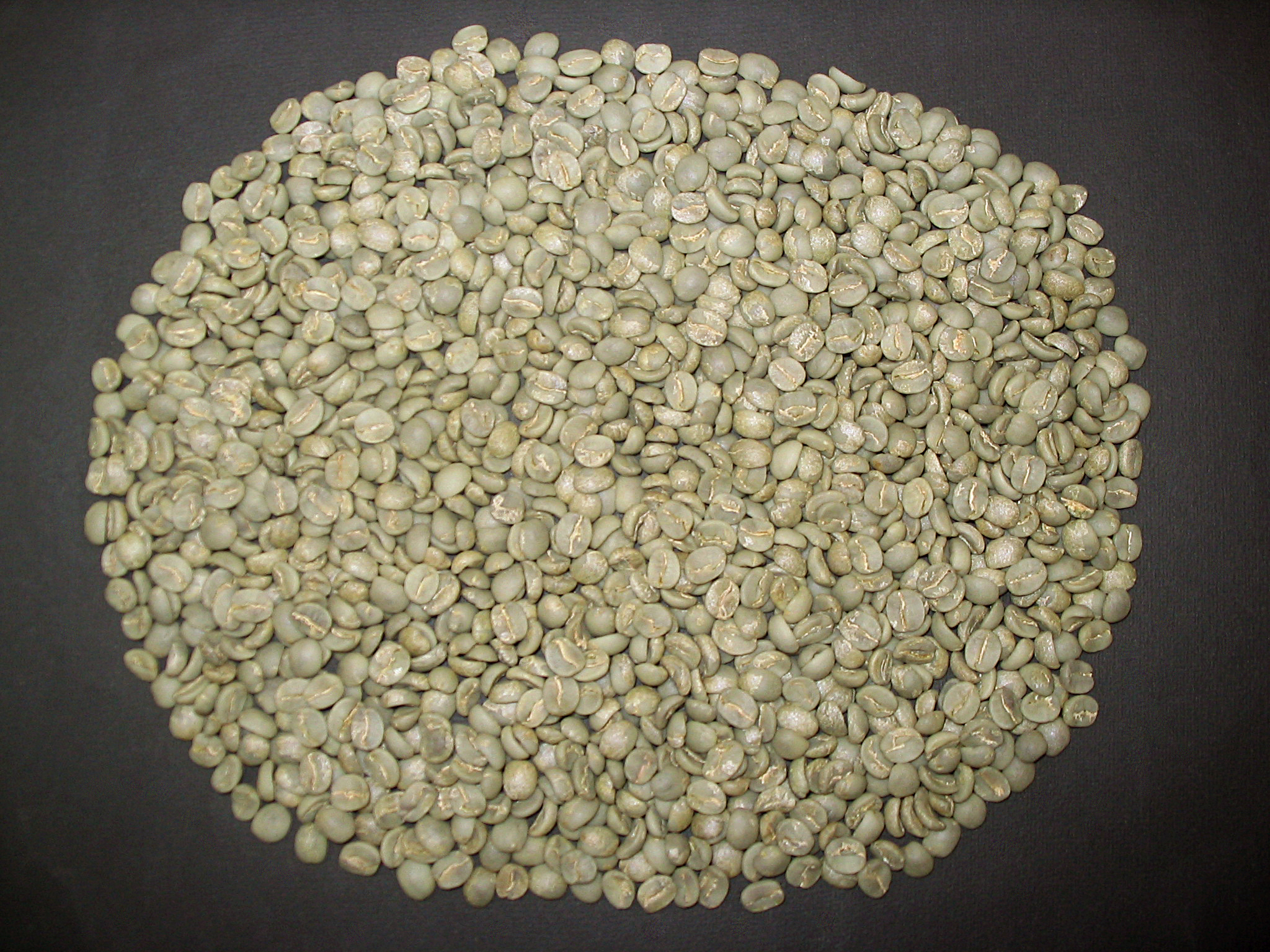
Graines avant torréfaction
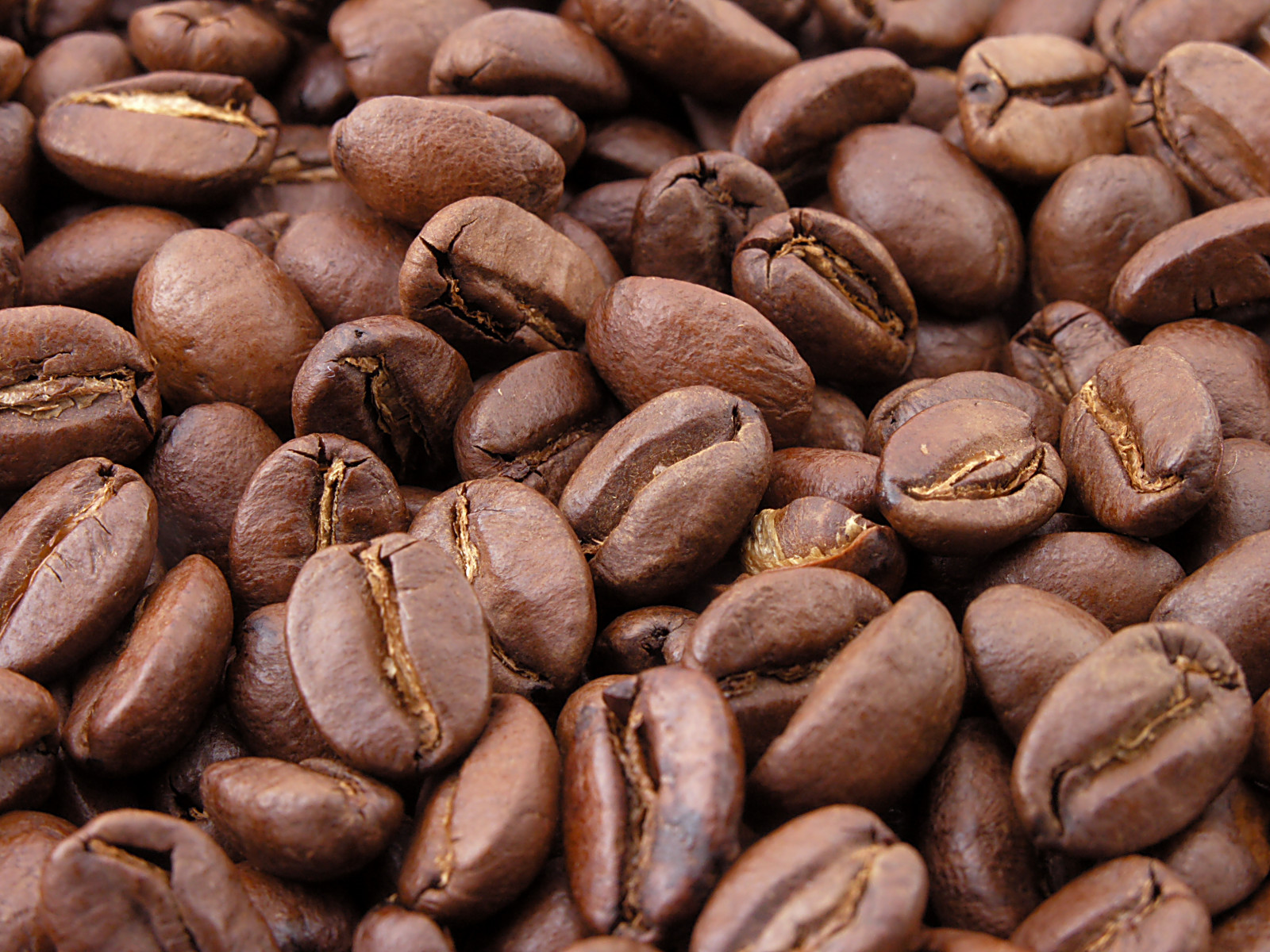
Graines torréfiées

## Culture expérimentale en Sicile
L'incidence du réchauffement climatique se fait notablement sentir en Sicile. L'hiver est de plus en plus court, le climat de plus en plus tropical : cela permet la culture d'une plante qui n'existait pas en Europe, le Coffea arabica issu du Costa-Rica. Celle-ci a été initiée par Rosolino Palazzolo et son frère Benoît, agriculteurs spécialisés dans la culture biologique sous serre, de fruits exotiques , dans la campagne de Terrasini, près de Palerme. La culture s'est concrétisée en 2018 après deux récoltes effectuées : les grains de café, torréfiés par Isidore Stellino torréfacteur à Alcamo, ont permis de réaliser un café à fort arôme de malt et de bœuf cuit avec une acidité agréable et un corps moyen. Les deux entrepreneurs siciliens vont poursuivre à une plus grande échelle la multiplication des plants, compte tenu des résultats prometteurs obtenus. La prochaine récolte est prévue au printemps 2019, puis le début de la phase de commercialisation.
Le cépage de café cultivé actuellement est le Caturra (mutation de la variété Bourbon, découverte au Brésil. Des tests sont effectués avec d'autres types, comme celui qui est cultivé dans l'île de Grande Canarie (ancienne variété Typica, importée d'Éthiopie), ou dans l'île du Cap-Vert ou en Colombie. Les deux agriculteurs essaient de trouver dans le monde entier, quelle est la variété qui convient le mieux à leur sol, et selon eux, les plantes s'adaptent au climat dans lequel elles se trouvent, même si elles souffrent un peu en hiver, mais lentement, elles deviennent presque un produit indigène. Cela prendra quelques années, mais ils savent que de bons résultats peuvent être obtenus.
Parmi les projets innovants des frères Palazzolo il y a en effet celui de « remplir toutes les lignes vertes des serres de caféiers puis de se consacrer davantage à la culture de l'ananas et aussi de s'essayer au cacao ». Parce qu'il n'y a jamais de fin au meilleur et à l'innovation.

## Variétés
.

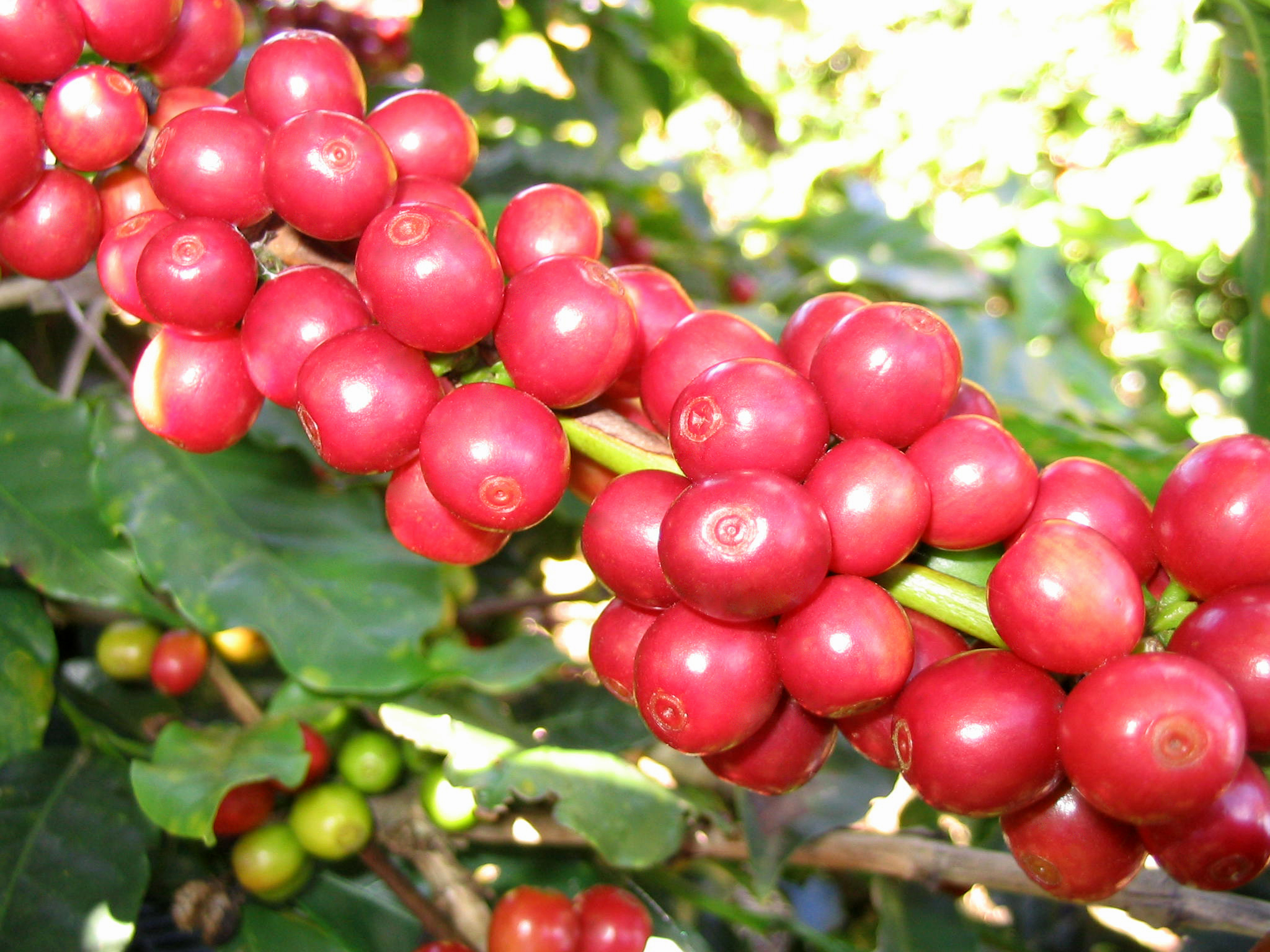
Catucaí rouge.
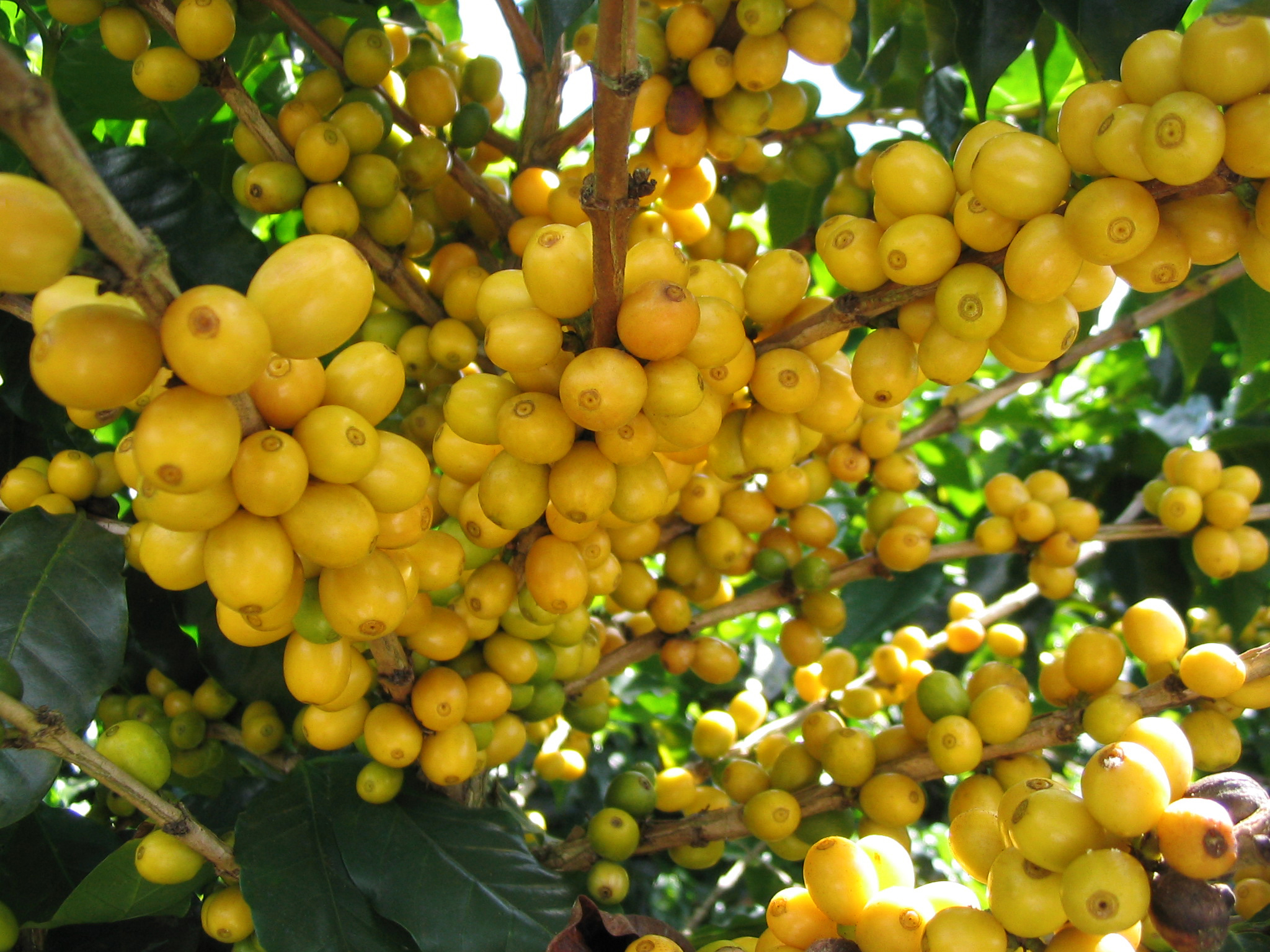
Catuaí jaune.
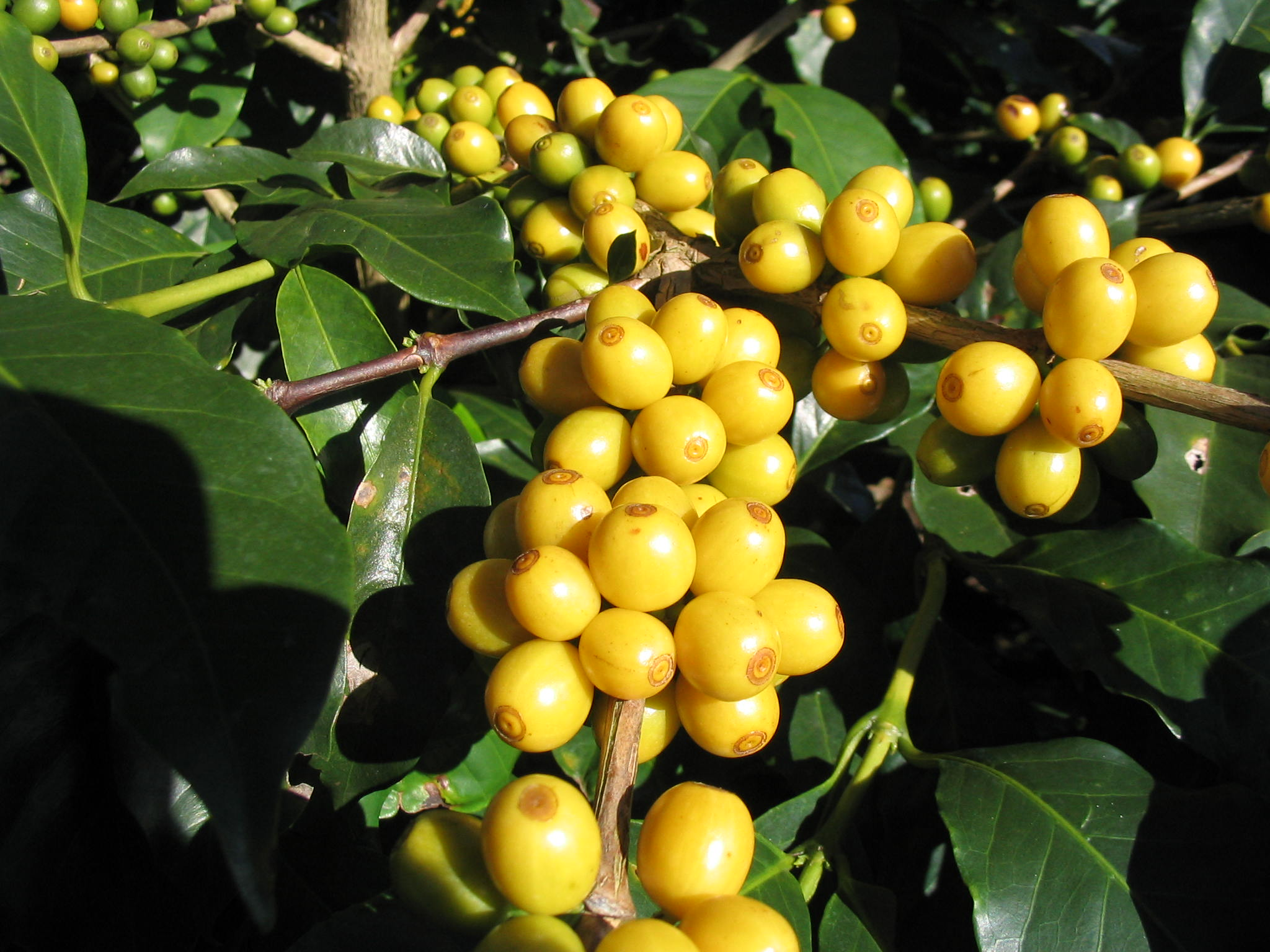
Bourbon jaune.
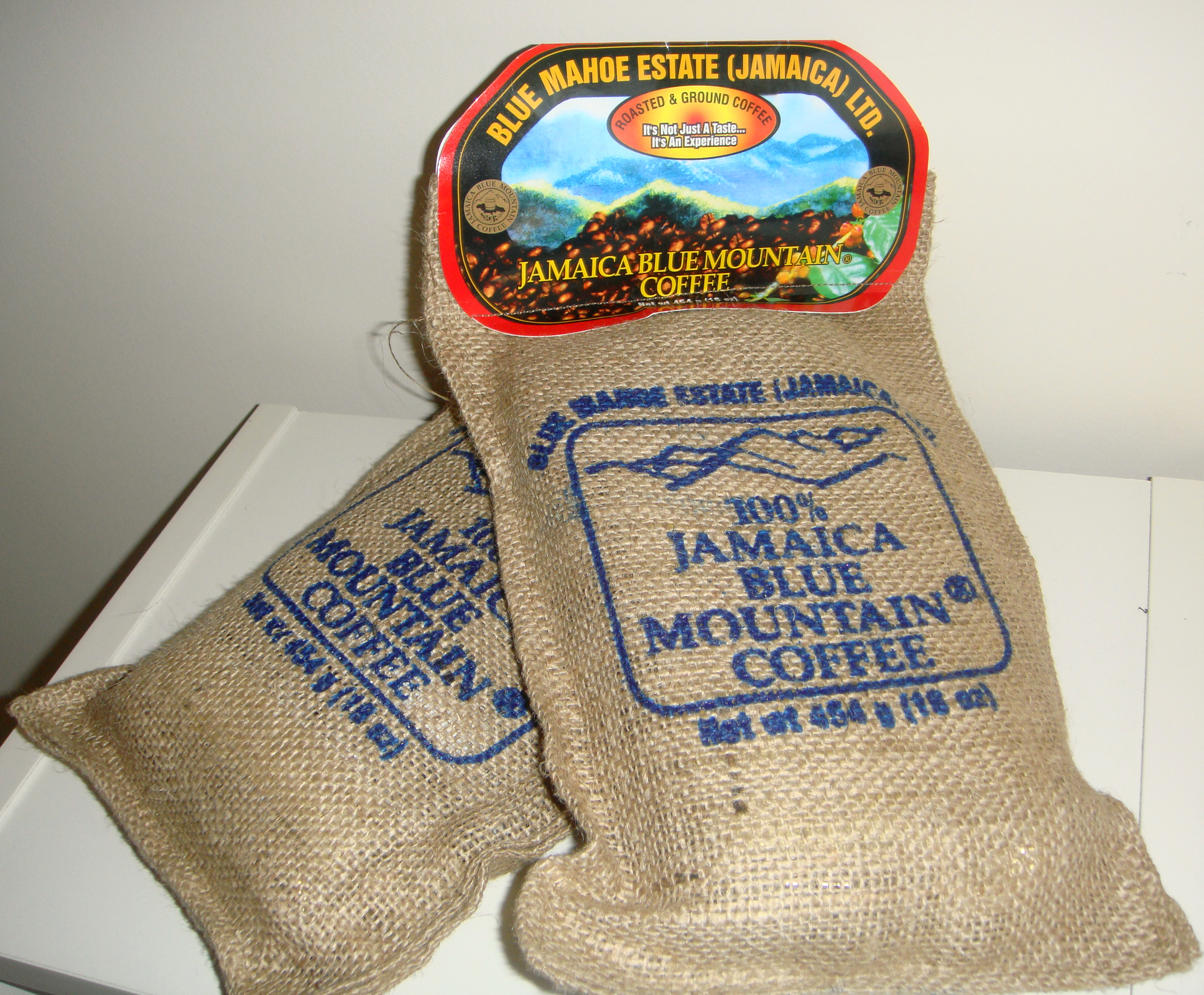
Blue Mountain, un des cafés les plus chers du monde
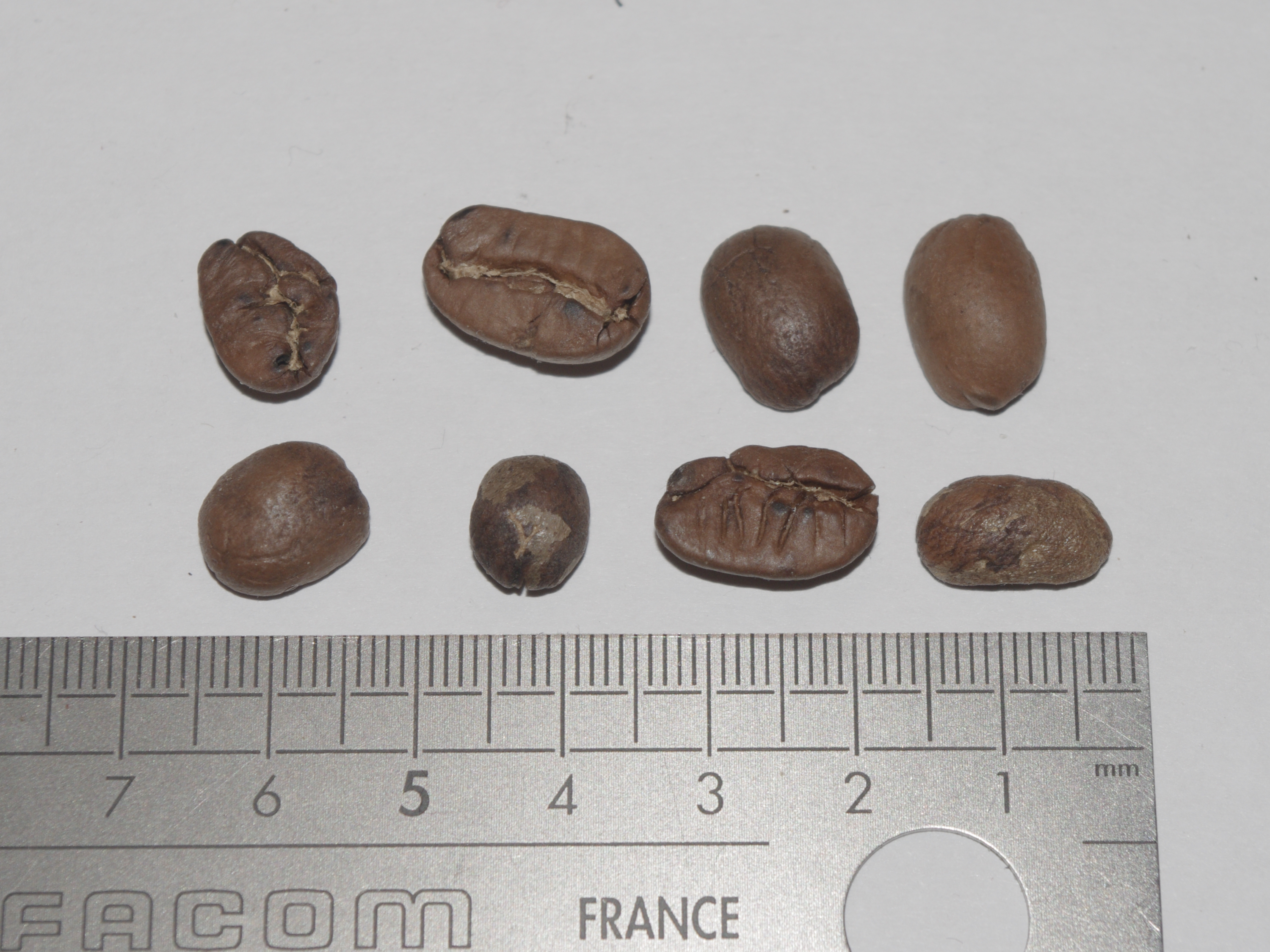
Grains de café Maragogype.

Les cafés gourmets sont préparés presque exclusivement avec une variété de Coffea Arabica de grande qualité. Parmi les meilleures variétés utilisées dans le monde figurent : le Blue Mountain de la Jamaïque, le Supremo Colombiano de Colombie, le Tarrazú du Costa Rica, l'Antigua du Guatemala et le Sidamo d'Éthiopie. Cependant, depuis la relance de la culture à l’île de La Réunion, puis de sa commercialisation en 2007, de la variété ancienne Bourbon pointu (Coffea Arabica var.laurina), dont la culture avait cessé dans les années 50, il aura fallu dix ans pour devenir un des meilleurs cafés du monde, mais aussi le plus cher sur le marché, devançant le Blue Mountain.

#### Sites internet
- (en) Catalogue of Life : Coffea arabica L. (consulté le 15 décembre 2020)
- (fr) INPN : Coffea arabica  L., 1753 (TAXREF)
- (fr + en) ITIS : Coffea arabica  L.
- (en) NCBI : Coffea arabica (taxons inclus)
- (en) GRIN : espèce Coffea arabica  L.
- (en) Aaron P. Davis, Tadesse Woldemariam Gole, Susana Baena et Justin Moat, « The Impact of Climate Change on Indigenous Arabica Coffee (Coffea arabica): Predicting Future Trends and Identifying Priorities », PLOS ONE, vol. 7, no 11,‎ 7 novembre 2012 (PMID 23144840, PMCID PMC3492365, DOI 10.1371/journal.pone.0047981).
- (en) Simone Scalabrin, Gabriele Magris, Mario Liva et Nicola Vitulo, « A chromosome-scale assembly reveals chromosomal aberrations and exchanges generating genetic diversity in Coffea arabica germplasm », Nature Communications, vol. 15, no 1,‎ 23 janvier 2024, p. 463 (ISSN 2041-1723, PMID 38263403, PMCID PMC10805892, DOI 10.1038/s41467-023-44449-8, lire en ligne, consulté le 26 septembre 2024).

#### Bases de données
- Ressources relatives au vivant :   - Australian Plant Name Index
  - Base de données des plantes d'Afrique
  - Catalogue of Life in Taiwan
  - Ecocrop
  - EPPO Global Database
  - Flora of China
  - Flora of North America
  - Flore Numérique d'Afrique Centrale
  - Germplasm Resources Information Network
  - Global Biodiversity Information Facility
  - iNaturalist
  - Interim Register of Marine and Nonmarine Genera
  - International Plant Names Index
  - Invasive Plant Atlas of the United States
  - Jardin botanique du Missouri
  - New Zealand Organisms Register
  - PalDat
  - The Plant List
  - PLANTS Database
  - Plants of the World Online
  - Système d'information taxonomique intégré
  - TAXREF (INPN)
  - Tropicos
  - Union internationale pour la conservation de la nature
  - World Checklist of Selected Plant Families
- Notice dans un dictionnaire ou une encyclopédie généraliste :   - Britannica
- Notices d'autorité :   - GND